# Oleksa Nowakiwskyj

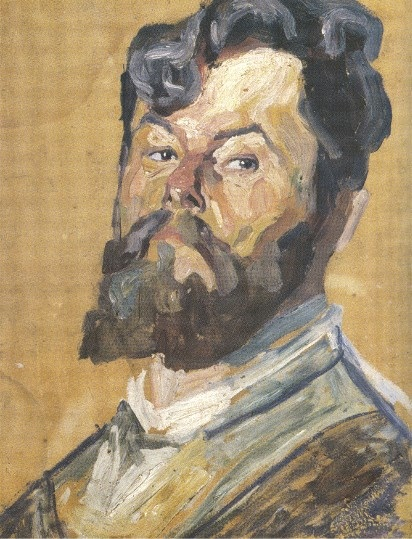
Oleksa Nowakiwskyj, Selbstporträt 1911

Oleksa Charlampijowytsch Nowakiwskyj (ukrainisch Олекса Харлампійович Новаківський; * 14. März 1872 in Obodowka, Gouvernement Podolien, Russisches Kaiserreich; † 29. August 1935 in Lwiw, Polen) war ein ukrainischer Maler und Pädagoge, Vertreter der Gruppierung Krakauer Postimpressionisten.

## Leben
Er studierte von 1888 bis 1892 in Odessa bei F. Klimenko, danach von 1892 bis 1900 an der Akademie der Bildenden Künste Krakau bei Jan Matejko, Leon Wyczółkowski und Józef Unierzyski.
Seine, auch durch Werke seiner Zeitgenossen Jacek Malczewski und Stanisław Wyspiański beeinflussten Werke, zeigte er 1911 auf einer Ausstellung in Krakau.
Dank Unterstützung seitens des ukrainisch-griechisch-katholischen Metropoliten Andrej Scheptyzkyj siedelte er 1913 in Lemberg an und gründete dort 1923 eine Malschule, die von vielen wichtige Künstler besucht wurde, wie z. B. Roman Selskyj. Von 1924 bis 1925 leitete er die Kunstfakultät an der geheimen ukrainischen Universität.
Er starb in Lwiw im Alter von 63 Jahren und wurde auf dem Lytschakiwski-Friedhof bestattet.
1972 wurde in Lwiw das Oleksa-Nowakiwskyj-Museum errichtet.

## Werke
Nowakiwskyj zeigte seine Werke 1921 in Lwiw auf einer individuellen Ausstellung.
Seine Werke in postimpressionistischer Farbgebung wurden von den Lwiwer Kritikern hoch geschätzt.
Der Themenkreis ist von dem westukrainischen Folklore geprägt.

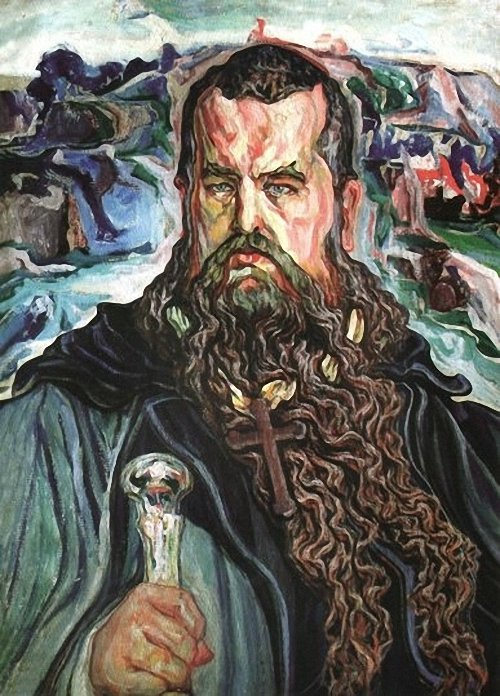
Metropolit Andrej Scheptyzkyj 1915–1919
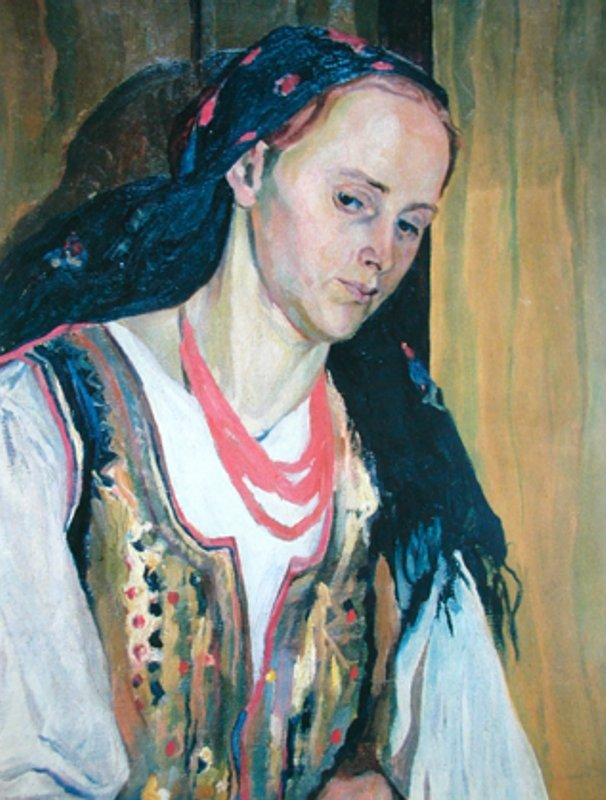
Ehefrau des Künstlers 1906
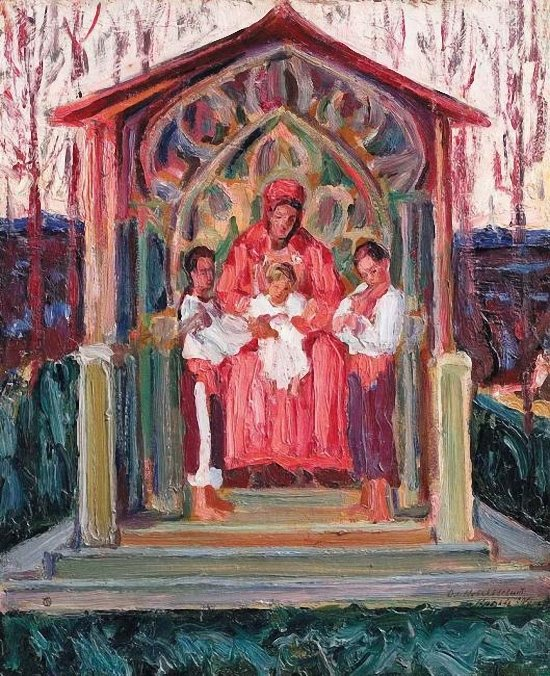
Ukrainische Madonna 1910
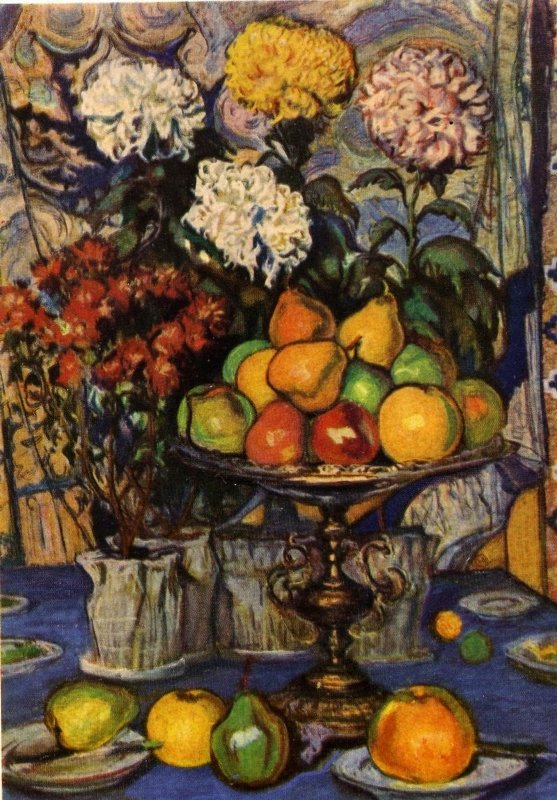
Stillleben 1916